# What to Do in a Zombie Attack
What to Do in a Zombie Attack is een 15 minuten durende filmparodie uit 2006.
De film parodieert de informatieve filmpjes uit de jaren vijftig (zoals Hemp for Victory, Duck and Cover en Boys Beware). In de film wordt via een voorbeeldfamilie getoond wat mensen moeten doen in het geval dat zombies aanvallen. De film bestaat voor de helft uit zelfgemaakt materiaal en voor de andere helft uit hergebruikt werk uit het publiek domein. De film heeft een Creative Commons-licentie.